# Yuan-Hao
Yuan-Hao var den första kejsaren av Xixia och grundade dynastin Wei-ming. Han beordrade att det skulle skapas ett skriftspråk till tangutiska